# Şemsettin Günaltay
Şemsettin Günaltay (ur. 17 lipca 1883 w Eğin, zm. 19 października 1961 w Stambule) – turecki historyk, pisarz i polityk kemalistowski. Premier Turcji 1949–1950.